# Лук'яненко Зінаїда Григорівна
Лук’яненко Зінаїда Григорівна (нар. 21 грудня 1938, Україна)  – народна художниця декоративно-ужиткового мистецтва Чернігівщини. Нагороджена  Почесною грамотою Чернігівської обласної ради (2023).

## Життєпис
Народилася в багатодітній селянській сім’ї (Хрипівка, Городнянський район, Чернігівська область). Була найменшою з чотирьох дітей у родині. Рідна сестра Лук'яненка Левка Григоровича — українського політичного та громадського діяча. 
Навчалась у Хрипівській семирічній школі, потім у середній школі № 2 м. Городня.
1963 року закінчила Уманський сільськогосподарський інститут (сьогодні Уманський національний університет садівництва) за спеціальністю «Агроном-плодоовочівник». Отримала направлення в село Кривче (Чортківський район, Тернопільська область), де пропрацювала три з половиною роки.
1967 – 1970 р. працювала на  Седнівській науково-дослідній станції, потім в   Авдіївці (Новгород-Сіверський район) – завідувачкою опорного пункту від дослідної станції.
З 1970 по 1999 роки обіймала посаду  старшого наукового співробітника Чернігівської дослідної станції по овочевих культурах та картоплі.
З лютого 1994 року – на пенсії за віком. Вільний час почала віддавати улюбленій  справі, адже вишивка чарувала її завжди. Потяг до краси передався доньці від матері.

## Напрацювання майстрині
Картини «Лебеді», «День і ніч», «Калина», «Пташина розмова», численні рушники, вишиванки, скатертини, наволочки. 
Особливим є  рушник, який Зінаїда Лук’яненко вишила до 940-річчя від заснування Седніва. Цей виріб був представлений на літературно-мистецькому святі «Седнівська осінь-2008».
У своїх роботах майстриня вміло й естетично поєднувала звичайну вишивку хрестом із мережаним настилом по сітці, гладдєвий валик, штапівку, строчку, мережки «одинарний прутик» і «подвійний стовпчик».
Окрім вишивки, майстриня займається виготовленням картин із соломи, на яких зображені визначні місця Седніва.  Шиє, в’яже гарні ексклюзивні речі спицями та гачком, захоплюється макраме, флористикою.

## Вшанування
21 грудня 2023 року у  Чернігівському обласному історичному музеї ім. В. В. Тарновського відбулось урочисте дійство з нагоди 85-річчя Зінаїди Лук’яненко – майстрині із Седніва.
Книга «Майстриня із Седніва», над появою якої працювали Чернігівський історичний музей імені В. В. Тарновського та філія «Садиба родини Лизогубів». Ілюстрована збірка, що містить велику кількість світлин та інформацію про творчий доробок відомої далеко за межами Чернігівщини талановитої майстрині декоративно-ужиткового мистецтва.

## Життєве кредо майстрині
На першій сторінці книги – допис від Зінаїди Григорівни, яка розповідає про себе: «Мій життєвий девіз – залишити слід на землі. Хочу, щоб моя творчість радувала око людей, щоб не забували вони народних витоків, а, може, кого-небудь надихне вона на мій шлях… Вся моя творчість – то любов до України».